# Тодорович, Майк
Марко Джон «Майк» Тодорович (англ. Marko John "Mike" Todorovich; 11 июня 1923, Сент-Луис, Миссури, США — 24 июня 2000, Ричмонд-Хайтс, округ Сент-Луис, штат Миссури, США) — американский профессиональный баскетболист и тренер.

## Ранние годы
Майк Тодорович родился 11 июня 1923 года в городе Сент-Луис (штат Миссури), учился в Сент-Луисской школе Солдан, в которой играл за местную баскетбольную команду. В 1947 году закончил Вайомингский университет, где в течение двух лет играл за команду «Вайоминг Ковбойз», в которой провёл успешную карьеру. При Тодоровиче «Ковбойз» два раза выигрывали регулярный чемпионат конференции Mountain States Athletic (1946—1947), а также один раз выходили в плей-офф студенческого чемпионата США (1947).

## Профессиональная карьера
Играл на позиции тяжёлого форварда и центрового. В 1947 году Майк Тодорович заключил соглашение с командой «Шебойган Рэд Скинс», выступавшей в Национальной баскетбольной лиге (НБЛ). Позже выступал за команды «Сент-Луис Бомберс» (НБА) и «Три-Ситис Блэкхокс» (НБА). Всего в НБЛ и НБА провёл по 2 сезона. Тодорович один раз включался в 1-ю сборную всех звёзд НБЛ (1948), а также один раз — во 2-ю сборную всех звёзд НБЛ (1949). В 1948 году Майк Тодорович был признан новичком года НБЛ. После упразднения лиги был включён в сборную всех времён НБЛ. Всего за карьеру в НБЛ Майк сыграл 120 игр, в которых набрал 1425 очков (в среднем 11,9 за игру). Всего за карьеру в НБА Тодорович сыграл 131 игру, в которых набрал 1445 очков (в среднем 11,0 за игру), сделал 455 подборов и 386 передач. Помимо этого Тодорович в составе «Рэд Скинс» один раз участвовал во Всемирном профессиональном баскетбольном турнире, но без особого успеха.

## Тренерская карьера
Большую часть сезона 1950/1951 годов в качестве игрока в составе «Три-Ситис Блэкхокс» Тодорович был играющим тренером команды, проведя на этом посту 42 матча. В «Блэкхокс», которыми тогда руководил знаменитый Рэд Ауэрбах, Майк перешёл в середине первой половины сезона 1949/1950 годов, по итогам которого его команда имела отрицательный баланс побед и поражений (29—35), но в турнирной таблице она заняла третье место в своём дивизионе и попала в плей-офф, где в упорной борьбе проиграла в полуфинале Западного дивизиона клубу «Андерсон Пэкерс» со счётом 1—2. После его окончания Ауэрбах ушёл в «Бостон Селтикс», где сделал себе имя, а на его место был назначен Дэйв Макмиллан, однако из-за неудовлетворительных результатов команды он был уволен со своего поста в середине чемпионата (9—14). После отставки Макмиллана временно исполняющим обязанности главного тренера был назначен Джонни Логан, одноклубник Тодоровича, проведя на этой должности всего 3 игры (2—1). Затем вакантное место занял сам Тодорович, но и он долго не продержался у руля команды, проведя в ранге тренера всего 42 игры (14—28). «Блэкхокс» в том сезоне заняли последнее место в Западном дивизионе и не попали в плей-офф, а Майк по окончании первенства был уволен, после чего оба (Логан и Тодорович) завершили свою профессиональную карьеру.

## Смерть
Майк Тодорович умер 24 июня 2000 года на 78-м году жизни в городе Ричмонд-Хайтс (округ Сент-Луис, штат Миссури).

## Статистика

### Статистика в НБА
| Сезон                                                                                    | Команда           | Регулярный сезон | Регулярный сезон | Регулярный сезон | Регулярный сезон | Регулярный сезон | Регулярный сезон | Регулярный сезон | Регулярный сезон | Регулярный сезон | Регулярный сезон | Регулярный сезон | Серия плей-офф | Серия плей-офф | Серия плей-офф | Серия плей-офф | Серия плей-офф | Серия плей-офф | Серия плей-офф | Серия плей-офф | Серия плей-офф | Серия плей-офф | Серия плей-офф |
| Сезон                                                                                    | Команда           | GP               | GS               | MPG              | FG%              | 3P%              | FT%              | RPG              | APG              | SPG              | BPG              | PPG              | GP             | GS             | MPG            | FG%            | 3P%            | FT%            | RPG            | APG            | SPG            | BPG            | PPG            |
| ---------------------------------------------------------------------------------------- | ----------------- | ---------------- | ---------------- | ---------------- | ---------------- | ---------------- | ---------------- | ---------------- | ---------------- | ---------------- | ---------------- | ---------------- | -------------- | -------------- | -------------- | -------------- | -------------- | -------------- | -------------- | -------------- | -------------- | -------------- | -------------- |
| 1949/50                                                                                  | Сент-Луис Бомберс | 14               |                  |                  | 26,7             |                  | 62,5             |                  | 1,4              |                  |                  | 6,9              | Не участвовал  | Не участвовал  | Не участвовал  | Не участвовал  | Не участвовал  | Не участвовал  | Не участвовал  | Не участвовал  | Не участвовал  | Не участвовал  | Не участвовал  |
| 1949/50                                                                                  | Три-Ситис         | 51               |                  |                  | 31,5             |                  | 73,6             |                  | 3,7              |                  |                  | 13,6             | 3              |                |                | 19,4           |                | 79,2           |                | 2,7            |                |                | 10,3           |
| 1950/51                                                                                  | Три-Ситис         | 66               |                  |                  | 30,9             |                  | 70,1             | 6,9              | 2,7              |                  |                  | 9,9              | Не участвовал  | Не участвовал  | Не участвовал  | Не участвовал  | Не участвовал  | Не участвовал  | Не участвовал  | Не участвовал  | Не участвовал  | Не участвовал  | Не участвовал  |
|                                                                                          | Всего             | 131              |                  |                  | 30,9             |                  | 71,1             | 6,9              | 2,9              |                  |                  | 11,0             | 3              |                |                | 19,4           |                | 79,2           |                | 2,7            |                |                | 10,3           |
| Наведите курсор мыши на аббревиатуры в заголовке таблицы, чтобы прочесть их расшифровку. |                   |                  |                  |                  |                  |                  |                  |                  |                  |                  |                  |                  |                |                |                |                |                |                |                |                |                |                |                |